# Schlaufenmessung (Friseurhandwerk)
Die Schlaufenmessung ist die Messung des Querschnitts des Haares, bis auf ein hundertstel Millimeter genau.

## Messung
Zunächst wird die Haarstärke mit der Planmessung ermittelt. Dasselbe Haar wird anschließend in einer Schlaufe unter die beiden Stempel des Haarstärkenmessgerätes gelegt. Durch das Legen zu einer Schlaufe, richtet sich das Haar am Schlaufenbogen auf. Dann wird das Haar am Schlaufenbogen gemessen. Die Messung wird wiederholt.
- Unterscheiden sich der erste und der zweite Messwert nur bis zu 25 %, ist der Querschnitt annähernd rund.
- Bei 25–50 % Unterschied ist der Querschnitt oval.
- Ist der erste Messwert über 50 % kleiner als der zweite, ist der Querschnitt bandförmig.[1]

Ob das Haar rund, oval oder bandförmig ist, lässt sich an folgendem Beispiel mit einer Prozentrechnung ermitteln:
- Bei einer ersten Messung lässt sich ein Wert von 0,05 mm ermitteln.
- Der zweite Messwert beträgt 0,06 mm.

Zunächst wird der Unterschied zwischen dem ersten und dem zweiten Messwert ermittelt: 0,06 mm – 0,05 mm = 0,01 mm
Um 0,01 mm in einen prozentualen Wert umzurechnen, wird der erste Messwert mit 100 % gleichgesetzt. Anschließend lässt sich über einen Dreisatz rechnen:
0,05 mm = 100 %
0,01 mm = x
Nach Anwendung des Dreisatzes ergibt sich ein Unterschied von 20 %. Das Haar ist annähernd rund.

## Verschiedene Querschnitte der Haare
Der Querschnitt eines Haares kann rund, oval oder abgeflacht (bandförmig) sein. Asiatisches Haar hat einen runden Querschnitt, mitteleuropäisches Haar hat einen ovalen Querschnitt und afrikanisches, kleingelocktes Haar hat einen eiförmigen, abgeflachten Querschnitt.

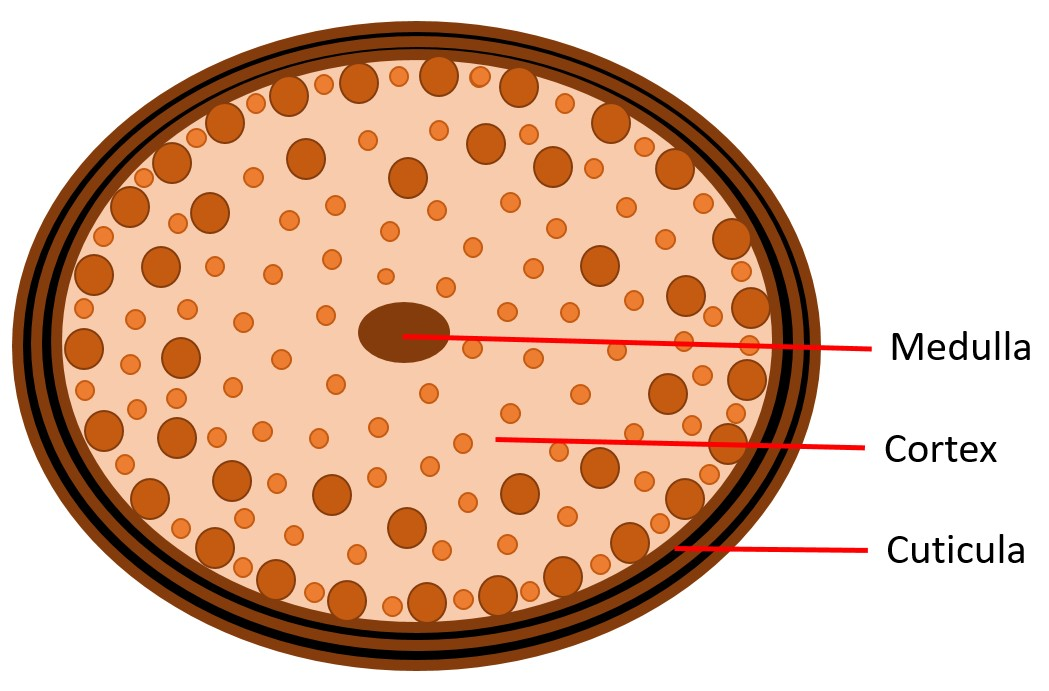
Haar mit einem annähernd runden Querschnitt.
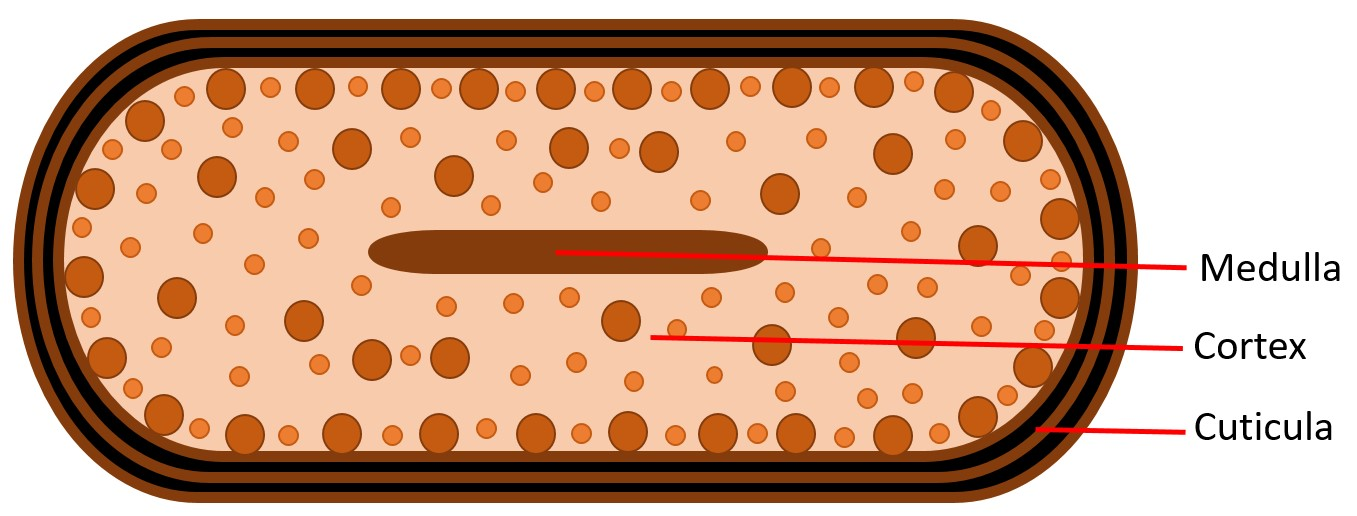
Querschnitt von Bandhaar.

Der Querschnitt des Haares hat Einfluss auf Aussehen und Frisierbarkeit. Zum Beispiel lässt sich eine Dauerwelle nicht gut bei bandförmigem Haar anwenden. Ovales oder flaches Haar neigt tendenziell dazu, sich zu wellen oder Locken zu formen. Rundes Haar ist am einfachsten zu stylen.